# Juan de Espinosa Medrano
Juan de Espinosa Medrano (n. c. 1629 – d. 13 noiembrie 1688) a fost un scriitor peruan de origine amerindiană.
Cea mai celebră scriere a sa este Apologie în favoarea lui Don Luis de Góngora, principe al poeților lirici din Spania, împotriva lui Manuel de Faria y Souza ("Apologético en favor de D. Luis de Góngora, príncipe de los poetas líricos de España, contra Manuel de Faria y Souza"), apărută in 1662.